# اکارت ماین (مریلند)
اکارت ماین (به انگلیسی: Eckhart Mines) شهری در ایالت مریلند کشور ایالات متحده آمریکا است که جمعیت آن در سرشماری سال ۲۰۱۰ میلادی، ۹۳۲ نفر بوده‌است.